# Ragnvald M. Hansen

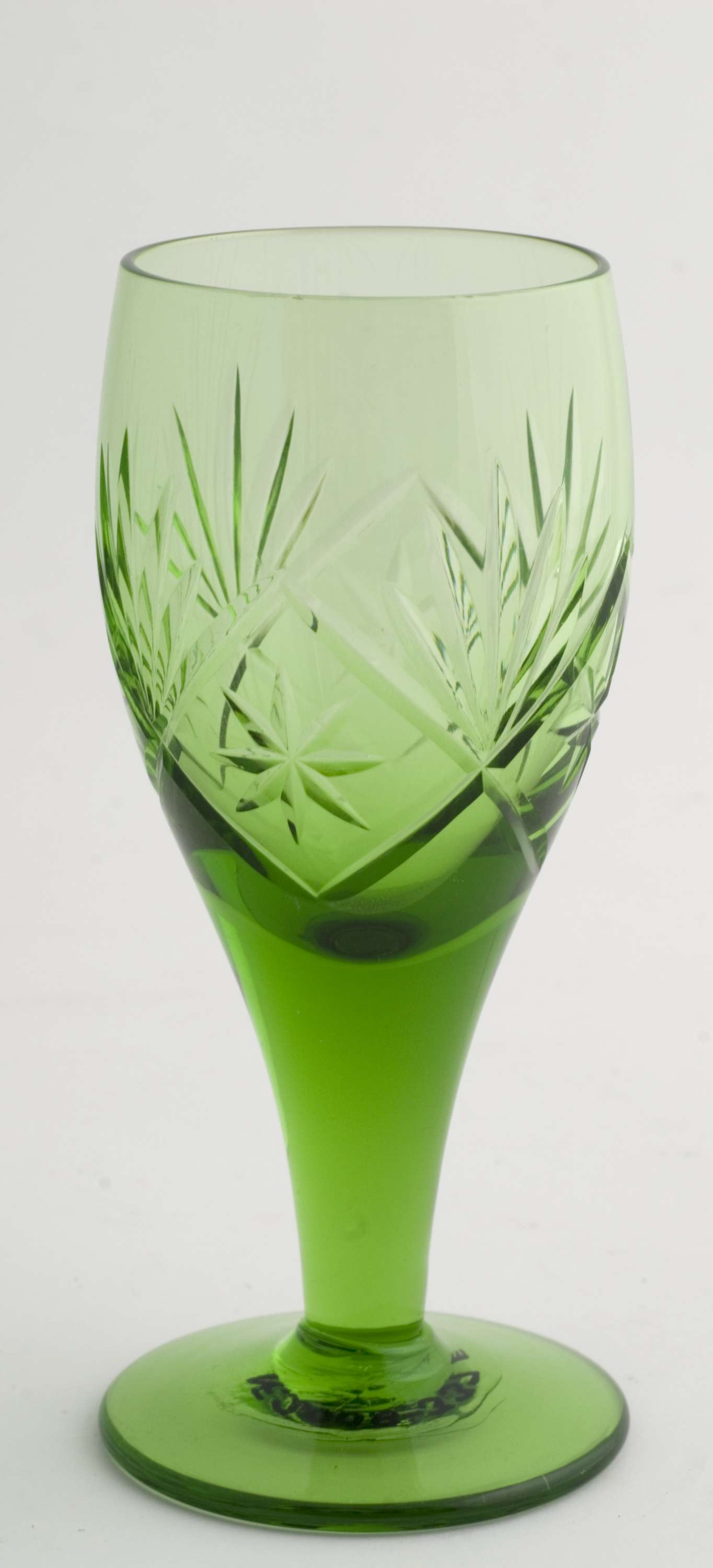
Vittvinsglas modell Finn, formgivet av Ragnvald M. Hansen 1916

Ragnvald M. Hansen, född 1864, död 1944, var en norsk glasformgivare.
Ragnvald M. Hansen anställdes 1882 som expedit på Christiania Glasmagasin i Oslo. Från 1890-talet formgav han glas för koncernföretagen Hadeland Glassverk och Høvik Verk. Christiania Glasmagasin inrättade 1909 en egen designbyrå med Ragnvald M. Hansen som chef. 
Från 1898/99 formgav han kupor till fotogenlampor och hushållsgods och från början av 1900-talet vinglas och blomvaser, främst sådana med slipad dekor. 
Glasserien Finn lanserades 1916 efter Ragnvald M. Hansens design och har sedan  dess kontinuerligt tillverkats på Hadeland Glassverk. Finn är munblåst och slipas för hand.
Ragnvald M. Hansen slutade på Christiania Glasmagasin omkring 1930.